# Беррі ван Арле
Беррі ван Арле (нід. Berry van Aerle, нар. 8 грудня 1962, Гелмонд) — нідерландський футболіст, що грав на позиції правого захисника.
Найбільш відомий за виступами за «ПСВ Ейндговен», якому він допоміг завоювати Кубок європейських чемпіонів, а також низку національних трофеїв та національну збірну Нідерландів, з якою він виграв Євро-1988.

## Клубна кар'єра
Ван Арле народився в Гелмонді, Північний Брабант. У дорослому футболі дебютував 1981 року виступами за команду клубу ПСВ і грав за неї 13 років, вигравши п'ять чемпіонатів, три Кубка і один Суперкубок Нідерландів. Протягом більшої частини своєї кар'єри він також грав на позиції опорного півзахисника, оскільки місце правого захисника було зайнято бельгійським ветераном Еріком Геретсом.
Ван Арле провів сезон 1986/87 в Бельгії на правах оренди в «Антверпені», після чого повернувся в ПСВ. Ван Арле відіграв весь фінал Кубка європейських чемпіонів 1987/88, який його команда виграла по пенальті в «Бенфіки» після безгольової нічиї в основний час. 
|                                                      | Це не був особливо гарний матч, обидві команди грали дуже обережно, гра не була цікавою до самого кінця, коли відбулася напружена серія післяматчевих пенальті. Не має значення, як ви виграєте його, хоч так само довго, як і ми. Зараз ми назавжди вписали свої імена в історію: ми підняли цей трофей. |
| — — Ван Арле в інтерв'ю Беренду Шольтену на UEFA.com | |

Після того як Геретс завершив кар'єру в 1992 році в 38 років, у Ван Арле почалися проблеми з травмами, але йому все ж вдавалося зберігати місце в основному складі, завдяки чому він в цілому зіграв більше 300 матчів до відходу з клубу.
Зрештою, Ван Арле пішов з футболу після одного сезону з командою з його рідного міста, «Гелмонд Спорт». Згодом, попрацювавши листоношею у своєму місті, він повернувся в ПСВ, де по черзі займав кілька посад (зокрема скаута та координатора вболівальників).

## Виступи за збірну
14 жовтня 1987 року дебютував в офіційних матчах у складі національної збірної Нідерландів у відбірковій грі до чемпіонату Європи 1988 року проти Польщі (2:0). 
У наступному році на чемпіонаті Європи 1988 року у ФРН він був основним гравцем, а збірна завоювала свій перший континентальний трофей.
Загалом Ван Арле зіграв у 35 матчах рівно за п'ять років, а також був узятий на чемпіонат світу 1990 року в Італії та чемпіонат Європи 1992 року у Швеції. У ці роки він створив ефективне партнерство з захисником Адрі ван Тіггеленом (своїм товаришем по команді в 1991-1994 роках).

## Титули і досягнення
- Чемпіон Нідерландів (5):

ПСВ: 1985–86, 1987–88, 1988–89, 1990–91, 1991–92
- Володар Кубка Нідерландів (3):

ПСВ: 1987–88, 1988–89, 1989–90
- Володар Суперкубка Нідерландів (1):

ПСВ: 1992
- Володар Кубка європейських чемпіонів (1):

ПСВ: 1987-88
- Чемпіон Європи (1):

Нідерланди: 1988